# Negativ základů

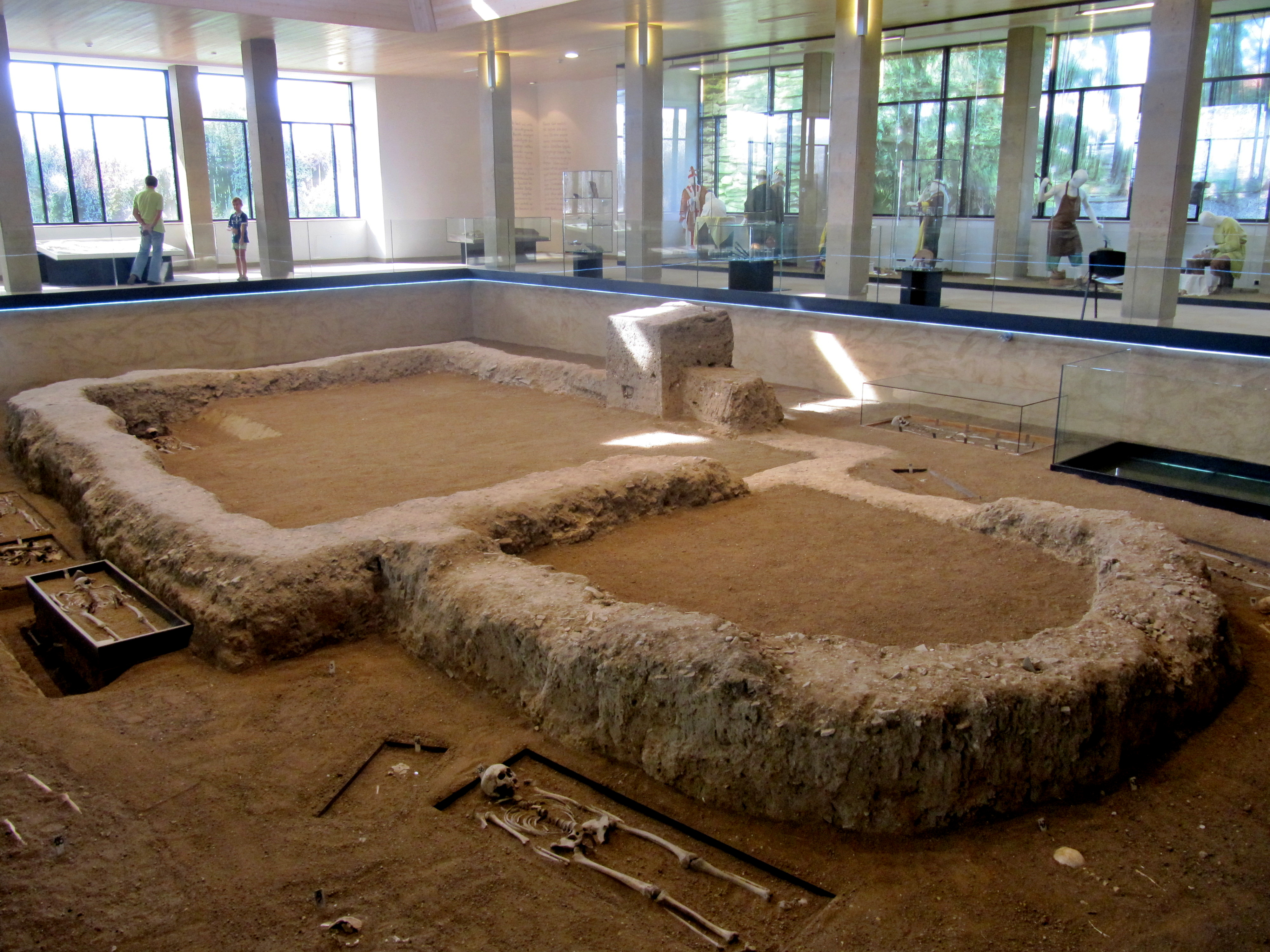
Negativ základů velkomoravského kostela z poloviny 9. století objevený v roce 1949 Vilémem Hrubým v nalezišti Na Valách ve Starém Městě

Negativ základů je zhutnělá hmota obvykle tvořena stavební sutí, která vyplnila prostor po rozebraném a zpravidla k jinému účelu použitém původním zdivu základu. V terénu bývá zřetelně rozpoznatelná díky složení a charakteru odlišnému od okolní zeminy. U archeologických výzkumů je to často jeden z mála nebo i jediný nalezený důkaz o někdejší stavbě, jindy se například dochová v jedné části stavby základ, zatímco v druhé části pouze jeho negativ.
Některé příklady uplatnění nálezů negativu základů při archeologických výzkumech:
- v roce 1949 v lokalitě Na Valách ve Starém Městě pod vedením Viléma Hrubého při prováděném výzkumu pohřebiště došlo k odkryvu negativní výplně základových rýh sálového kostela s podkovovitou apsidou, což představovalo objevení prokazatelně první zděné architektury z doby Velké Moravy,[1]
- na objev kostelíka Na Valách navázal mj. roku 2006 objev velkomoravské rotundy na severovýchodním předhradí Pohanska; byl potvrzen i nálezem negativu části jejích základů,[2]
- při zjišťovacím výzkumu Karlova náměstí v Praze v roce 2011 byly díky nálezům negativů základů lokalizovány některé pozůstatky areálu někdejší kaple Božího Těla, postavené v letech 1382–1393 uprostřed tehdejšího Velkého tržiště, pozdějšího Dobytčího trhu; jednalo se o severní partii kaple Božího Těla a ohradní zeď oddělující hřbitov (z 15. – 18. století) od prostoru náměstí.[3][4]